# Uwe Ferl
Uwe Ferl (* 7. Oktober 1958 in Leipzig) ist ein ehemaliger deutscher Fußballspieler und heutiger Fußballtrainer. In Böhlen, Leipzig und Brandenburg spielte er in der DDR-Oberliga, der höchsten Spielklasse im DDR-Fußball.

## Sportliche Laufbahn
Mit sechs Jahren trat Uwe Ferl in die Betriebssportgemeinschaft (BSG) Motor Ost Leipzig ein. Als Zehnjähriger wechselte er 1968 zum Leipziger Fußballschwerpunkt, dem 1. FC Lokomotive Leipzig. Dort spielte er zuletzt 1978 in der Nachwuchsoberliga. In der Oberliga-Rückrunde der Saison 1977/78 wechselte Ferl zum Oberligisten BSG Chemie Böhlen. Am 8. April 1978 gab er in der Begegnung des 19. Spieltages Böhlen – 1. FC Magdeburg seinen Einstand in der Oberliga. Beim 1:0-Sieg seiner Mannschaft wurde er in der 76. Minute für den Stürmer Eberhard Köditz eingewechselt. Bis zum Saisonende wurde Ferl in den übrigen sieben Oberligaspielen eingesetzt, wobei er sechsmal in der Startelf stand und am 22. Spieltag beim 1:4 gegen den FC Carl Zeiss Jena sein erstes Oberligator schoss. In der Spielzeit 1978/79 gehörte er von Anfang an zur Stammelf der BSG Chemie. Bei seinen 22 Oberligaeinsätzen spielte er abwechselt im Mittelfeld und im Angriff. Nachdem Chemie Böhlen die Saison als Absteiger beendet hatte, kehrte Ferl wieder zum 1. FC Lok Leipzig zurück. Dort schenkte ihm Trainer Harro Miller 1978/79 zunächst Vertrauen und setzte ihn vom 1. Spieltag an in fünf Oberligaspielen in der Startelf ein, wieder variabel als Mittelfeld- oder Angriffsspieler. Als der Mittelfeldakteur Ronald Kreer nach längerer Verletzungspause wieder einsatzfähig war, kam Ferl im Laufe der Saison nur noch zu vier Kurzeinsätzen und spielte stattdessen in der Nachwuchsoberliga. Obwohl auch für die Saison 1980/81 für die Oberligamannschaft nominiert, kam Ferl in der Oberliga nur zu vier Einsätzen, stattdessen war er als Stürmer wieder Stammspieler in der Nachwuchsoberliga.
Zur Saison 1981/82 kehrte Ferl zu Chemie Böhlen zurück. Die BSG war gerade aus der Oberliga abgestiegen, sodass Ferl erstmals in der zweitklassigen DDR-Liga antreten musste. Am sofortigen Wiederaufstieg war Ferl mit 17 Ligaspielen und fünf Toren beteiligt. Er konnte auch noch das erste Aufstiegsrundenspiel bestreiten, danach wurde er zu einem 18-monatigen Wehrdienst in der Nationalen Volksarmee eingezogen. In dieser Zeit konnte er beim DDR-Ligisten, der Armeesportgemeinschaft Vorwärts Dessau, weiter Fußball spielen. Bei 29 möglichen Ligaeinsätzen wurde er in 23 Spielen hauptsächlich im Mittelfeld eingesetzt und erzielte fünf Ligatore.
Nach Beendigung seines Wehrdienstes schloss sich Ferl im November 1983 dem Oberligaaufsteiger Chemie Leipzig an. Bei der Leipziger BSG konnte er sich einen Stammplatz erobern. In den verbliebenen 16 Oberligaspielen der Saison 1983/84 kam Ferl in zehn Partien zum Einsatz und schoss sein erstes Tor für Chemie. 1984/85 gehörte er mit nur zwei verpassten Oberligaspielen und vier Toren zu den Hauptakteuren der BSG, die nach dieser Saison wieder aus der Oberliga absteigen musste.
Ein geplantes Oberligaengagement bei Stahl Brandenburg zerschlug sich zunächst, da Ferl aus disziplinarischen Gründen für die Oberliga und DDR-Liga gesperrt wurde. Die Spielzeit 1985/86 verbrachte Ferl mit der 2. Mannschaft der Brandenburger in der drittklassigen Bezirksliga Potsdam. 1986/87 war Ferl wieder für die Oberligamannschaft von Stahl Brandenburg spielberechtigt. Er konnte jedoch nur die ersten sieben Oberligaspiele, in denen er im Mittelfeld eingesetzt wurde, absolvieren. Auch an den beiden UEFA-Pokal-Spielen 1986 gegen den nordirischen Vertreter Coleraine FC (1:1, 1:0) konnte er noch teilnehmen. Danach erlitt er eine langwierige Verletzung, sodass er für den Rest der Saison ausfiel.
Im Sommer 1987 kehrte Ferl ein zweites Mal zu Chemie Böhlen zurück und blieb nun für drei Spielzeiten in der DDR-Liga sesshaft. Er konnte sich wieder einen Stammplatz erobern, indem er von den 102 Ligaspielen 86 Spiele bestritt. Er wurde durchgängig im Sturm eingesetzt und dankte dies mit insgesamt 16 Toren. Die Saison 1989/90 beendete die BSG Chemie Böhlen als Staffelsieger und qualifizierte sich damit für die nächste Oberligasaison. In der Folge der politischen Wende von 1989 kam es zur Fusion der Fußballsektionen der Betriebssportgemeinschaften von Chemie Böhlen und Chemie Leipzig zum FC Sachsen Leipzig, der zur Saison 1990/91 das Startrecht von Böhlen in der Oberliga wahrnahm. Zu dem neuen Spieleraufgebot gehörte auch Uwe Ferl, der wieder zur Stamm-Mannschaft zählte. In seinen 23 Einsätzen bei 26 Oberligaspielen wurde er in der Regel im Mittelfeld aufgeboten und erzielte dabei zwei Tore. Nach der Übernahme des ostdeutschen Fußballbereiches durch den DFB wurde der FC Sachsen in die nun drittklassige Oberliga-Nordost eingegliedert. Ferl spielte mit dem FC Sachsen noch bis 1993 in der Oberliga. Seine Laufbahn als Fußballspieler beendete er beim Leipziger Bezirksligisten (6. Liga) SSV Markranstädt.

## Trainerlaufbahn
Sein erstes Amt als Übungsleiter war der Posten des Co-Trainers bei seinem früheren Verein FC Sachsen Leipzig von 1998 bis 2001, als Zwischenlösung war er für kurze Zeit sogar Cheftrainer. Nachdem er 2001 für nur acht Wochen den TuS Leutzsch 1990, einen Nachwuchs-Kooperationspartner von Sachsen Leipzig, trainiert hatte, ging er 2002 zurück zum SSV Markranstädt, wo er im November 2004 entlassen wurde. Gut einen Monat später heuerte er beim Oberligisten FSV Zwickau an. Den Abstieg in die Landesliga Sachsen konnte er nicht vermeiden, unter ihm gelang ein Jahr später aber auch der Wiederaufstieg. Der Vereinsvorstand entließ ihn am 10. April 2007. Anschließend übernahm Ferl das Training des Verbandsligisten FC Grün-Weiß Piesteritz, den er 2010/11 zum Aufstieg in die Oberliga Nordost führte. 2015 übernahm er den im Abstiegskampf befindlichen Sachsenligisten SG Taucha 99 und schaffte den Klassenerhalt. Seit der Spielzeit 2017/2018 ist er zurück beim SSV Markranstädt und betreut die Mannschaft in seinem Heimatort in der Sachsenliga.

## Trivia
Ferl ist der Vater des früheren Fußballspielerprofis Daniel Ferl, der unter anderem bei Alemannia Aachen unter Vertrag stand und aktueller Trainer der SG Rotation Leipzig in der Landesklasse Nord Sachsen ist.